# The Pit and the Pendulum (1961)
The Pit and the Pendulum is een Amerikaanse horrorfilm uit 1961 onder regie van Roger Corman. Het scenario is gebaseerd op de gelijknamige novelle uit 1842 van de Amerikaanse auteur Edgar Allan Poe.

## Verhaal
Francis Barnard reist in de 16e eeuw naar Spanje, wanneer hij hoort dat zijn zus is gestorven. Haar echtgenoot Nicholas Medina, zoon van een beul uit de Spaanse Inquisitie, weigert eerst om Francis te vertellen hoe zijn zus overleden is, maar na verloop van tijd komt hij er toch achter dat ze gestorven is van angst. Mogelijk werd ze zelfs levend begraven. Dan begint het te spoken in het kasteel van Nicholas Medina.

## Rolverdeling
| Acteur           | Personage                          |
| ---------------- | ---------------------------------- |
| Vincent Price    | Nicholas Medina / Sebastian Medina |
| John Kerr        | Francis Barnard                    |
| Barbara Steele   | Elizabeth Barnard-Medina           |
| Luana Anders     | Catherine Medina, Nicholas' zus    |
| Antony Carbone   | Dr. Charles Leon                   |
| Patrick Westwood | Maximilian, de butler              |
| Lynette Bernay   | Maria, de huishoudster             |
| Larry Turner     | Nicholas als kind                  |
| Mary Menzies     | Isabella, Nicholas' moeder         |
| Charles Victor   | Bartolome, Nicholas' oom           |